# Kuzuryū-gawa
Le fleuve Kuzuryū (九頭竜川, Kuzuryū-gawa) est un fleuve du Japon prenant sa source au col d'Aburasaka à Ōno et se jetant dans la mer du Japon au niveau de la ville de Sakai.

## Géographie
Le fleuve Kuzuryū, long de 116 km, prend sa source à 717 m d'altitude au niveau du col d'Aburasaka à l'est de la ville d'Ōno dans la préfecture de Fukui. Il traverse les lacs formés par les barrages Kuzuryū et Washi avant de suivre un cours orienté vers le nord-ouest. Il traverse la ville de Fukui, puis se jette dans la mer du Japon au niveau de la ville de Sakai.